# Jure Kocjan
Jure Kocjan, slovenski kolesar, * 18. oktober 1984, Ljubljana.
Kocjan je med letoma 2005 in 2016 tekmoval za sedem profesionalnih ekip. Leta 2017 je prejel štiriletno prepoved nastopanja zaradi zlorabe dopinga. 